# Воробьёв, Владимир Петрович (анатом)
Влади́мир Петро́вич Воробьёв (15 [27] июня 1876, Одесса, Российская империя — 31 октября 1937, Харьков, Украинская ССР, СССР) — российский и советский анатом, академик Всеукраинской академии наук (1934), единственный заслуженный профессор СССР (1924), лауреат премии В. И. Ленина (1927). Разработал стереоморфологические методы препарирования. Автор оригинальных широко известных научных работ, учебников и пособий по анатомии человека, первого отечественного пятитомного «Атласа анатомии человека» (1938—1942). Участвовал в бальзамировании тел В. И. Ленина и Г. И. Котовского.
Воробьёв учился и почти всю жизнь работал в Харькове, где руководил кафедрами анатомии на медицинском факультете Императорского Харьковского университета и Харьковского женского медицинского института. В 1919—1921 годах временно работал в Болгарии, где создал кафедру анатомии Медицинской академии в Софии и руководил ею, а затем до конца своей жизни возглавлял кафедру анатомии Харьковского медицинского института (ныне — Харьковский национальный медицинский университет). Одновременно в 1930-х годах был научным руководителем Украинского института экспериментальной медицины. Основатель харьковской анатомической школы.

## Биография
Родился 15 (27) июня 1876 года в Одессе в зажиточной семье оптового торговца зерном. Был младшим ребёнком и единственным сыном среди восьмерых детей в семье. Отец предполагал, что сын продолжит его дело.
С 1886 года учился в Ришельевской гимназии. Уже во время учёбы в гимназии Владимир понял, что его привлекает наука, в частности, биология. Решающее значение в выборе будущей профессии Владимира сыграли: брат матери — врач Фёдор Игнатьевич Вдовиковский, который был частым гостем в доме Воробьёвых, а также врач и анатом Гордей Максимович Иосифов. Благодаря Вдовиковскому Воробьёв стал посещать Одесскую больничную прозектуру. Там же в гимназические годы он впервые начал заниматься препарированием и однажды для этих целей даже принёс домой из прозектуры ампутированную человеческую ногу.
В 1897 году окончил гимназию. При Новороссийском университете медицинского отделения на то время не было, и поэтому по совету своего дяди он в 1897 году отправился в Харьковский университет, где поступил на медицинский факультет. На первом курсе увлекся анатомией человека и вскоре стал учеником профессора А. К. Белоусова, читавшего курс нормальной анатомии на факультете. Во время учёбы в соавторстве со студентом Сергеем Миротворцевым написал две работы: «Сосуды и нервы сухожилий стопы человека» и «Вывихи костей запястья», за которые авторам по решению Учёного Совета университета были присуждены золотые медали. 
В 1903 году с отличием окончил медицинский факультет Императорского Харьковского университета со степенью лекаря и в декабре этого же года совет факультета избрал его на должность помощника прозектора. В 1908 году он защитил докторскую диссертацию об иннервации сухожилий человека. С 1910 года был приват-доцентом Харьковского университета. В этом же году Харьковское медицинское общество пригласило Воробьёва занять кафедру анатомии в созданном им Женском медицинском институте.
В 1913 году В. П. Воробьёв был избран профессором Юрьевского и Варшавского университетов, но министр просвещения Л. Кассо не утвердил его в этих должностях. По ходатайству женского медицинского института Воробьев в 1916 году был утверждён в звании профессора.
С 1917 по 1919 год руководил кафедрой анатомии Харьковского медицинского института. После революции 1917 года, в ходе гражданской войны в России власть в городе Харькове неоднократно переходила от большевиков к белой армии и обратно. Так, в 1919 году, вернув в очередной раз власть в городе, руководство белой армии начало следствие о «зверствах красных» в городе и организовало Особую комиссию по расследованию злодеяний большевиков, председателем которой был Георгий Мейнгард. В её состав также вошли Николай Бокариус и Владимир Воробьев. После раскопок захоронений расстрелянных белых офицеров члены комиссии, включая Воробьёва, подписали акт экспертизы, подтверждающий, что погибшие были расстреляны солдатами Красной армии. Когда Красная армия вновь вернула власть в Харькове в 1919 году, Воробьёв, остерегаясь последствий подписанного им ранее заключения, вместе с сестрой и её мужем, Рашеевым, сперва переехал в Одессу, а позднее иммигрировал в Софию (Болгария), где организовал кафедру анатомии Медицинской академии в Софии и руководил ею; читал лекции в Софийском университете, издал учебник, создал анатомический музей. Кафедра анатомии в Софии и по сей день носит его имя.
После объявления амнистии белым в июне 1921 года Владимир Воробьёв уезжает на конгресс анатомов в Германию, где через советское консульство в Берлине оформляет себе и своей семье документы для возвращения в Харьков. Вернувшись в город, Воробьёв продолжил начатые им в Болгарии работы над новыми методами консервирования тканей. К 1924 году он смог окончательно разработать научную концепцию сохранения тел и органов умерших. В 1924 году ему пришлось вернуться к вопросам о бальзамировании человеческих тел в связи с необходимостью провести такую работу в отношении тела В. И. Ленина; 25 марта 1924 года Воробьёв приехал в Москву и уже на следующий день приступил к работе. В 1934 году Воробьёв и Б. И. Збарский были награждены орденами Ленина «за исключительные заслуги в деле сохранения тела В. И. Ленина». Комиссия во главе с профессором А. И. Абрикосовым при осмотра тела Ленина после 10 лет, прошедших со времени его бальзамирования, оценила «научный и гражданский подвиг» награждённых учёных, отметив, «что их работа представляет научное достижение мирового значения». В этом же году В. П. Воробьёв избран членом Всеукраинской академии наук по кафедре анатомии человека.
Последние годы жизни Воробьёв прожил вместе со своей давней и хорошей знакомой Марией Григорьевной Браунштейн; он лично принимал участие в продвижении научной карьеры её сыновей, которые стали видными учеными. Переехала к Воробьёву в Харьков и дочь Ирина с внуком Александром.
В 1937 году Воробьёв часто чувствовал недомогание, и у него было выявлено заболевание почки. Перенёс операцию по удалению почки, но скончался через двое суток после операции — 31 октября 1937 года — от явлений уремии.
Своё тело он завещал кремировать. Считается, что В. П. Воробьёв завещал хранить свой прах на кафедре анатомии Харьковского медицинского института, и его ученик профессор Синельников выполнил последнюю волю учителя. В годы Великой Отечественной войны урна с прахом даже побывала в эвакуации. Прах учёного был захоронен 25 января 2003 года в Харькове на 13-м городском кладбище на Аллее знаменитых харьковчан. Инициаторами захоронения выступили Харьковский институт проблем эндокринной патологии и Харьковский государственный медицинский университет.

## Научная деятельность
Исследовал преимущественно анатомию нервной системы. Одним из первых начал разрабатывать функциональную анатомию, открыл новые законы структурной организации нервной системы. Предложил метод прижизненного контроля с помощью вшитых электродов. Развил учение о целостности организма, о влиянии функций и труда на морфогенез (формирование органов). Впервые определил значение пограничной макро-микроскопической области видения и разработал методы её исследования. Разработал стереоморфологические методы препарирования. В 1924 году совместно с Б. И. Збарским разработал метод бальзамирования тел умерших. Участвовал в бальзамировании тел В. И. Ленина и Г. И. Котовского. Организовал в Харькове первый и единственный в мире Музей становления человека.
Активно участвовал в научной сфере: издавал научные труды, выступал с докладами на съездах и конференциях, работал над «Кратким учебником анатомии человека» в двух томах, подготавливал к созданию первый отечественный «Атлас анатомии человека». Воробьёв лично разработал план его издания, который был рассчитан на пять томов. Под его руководством был подготовлен огромный детальный иллюстративный материал для будущего атласа. Завершить эту работу учёному не удалось из-за скоропостижной кончины. Ученики Воробьёва, среди которых надо особо отметить профессора Рафаила Давыдовича Синельникова, продолжили работу над атласом, последний, пятый, том которого был напечатан в 1942 году в блокадном Ленинграде. Второе издание атласа вышло в 1948 году, и в авторах атласа значились Воробьёв В. П. и Синельников Р. Д.. Последующие издания атласа выходили под авторством Р. Д. Синельникова.

## Награды
- Премия им. В. И. Ленина в 1926 году.

## Память

Мемориальная доска в Харькове

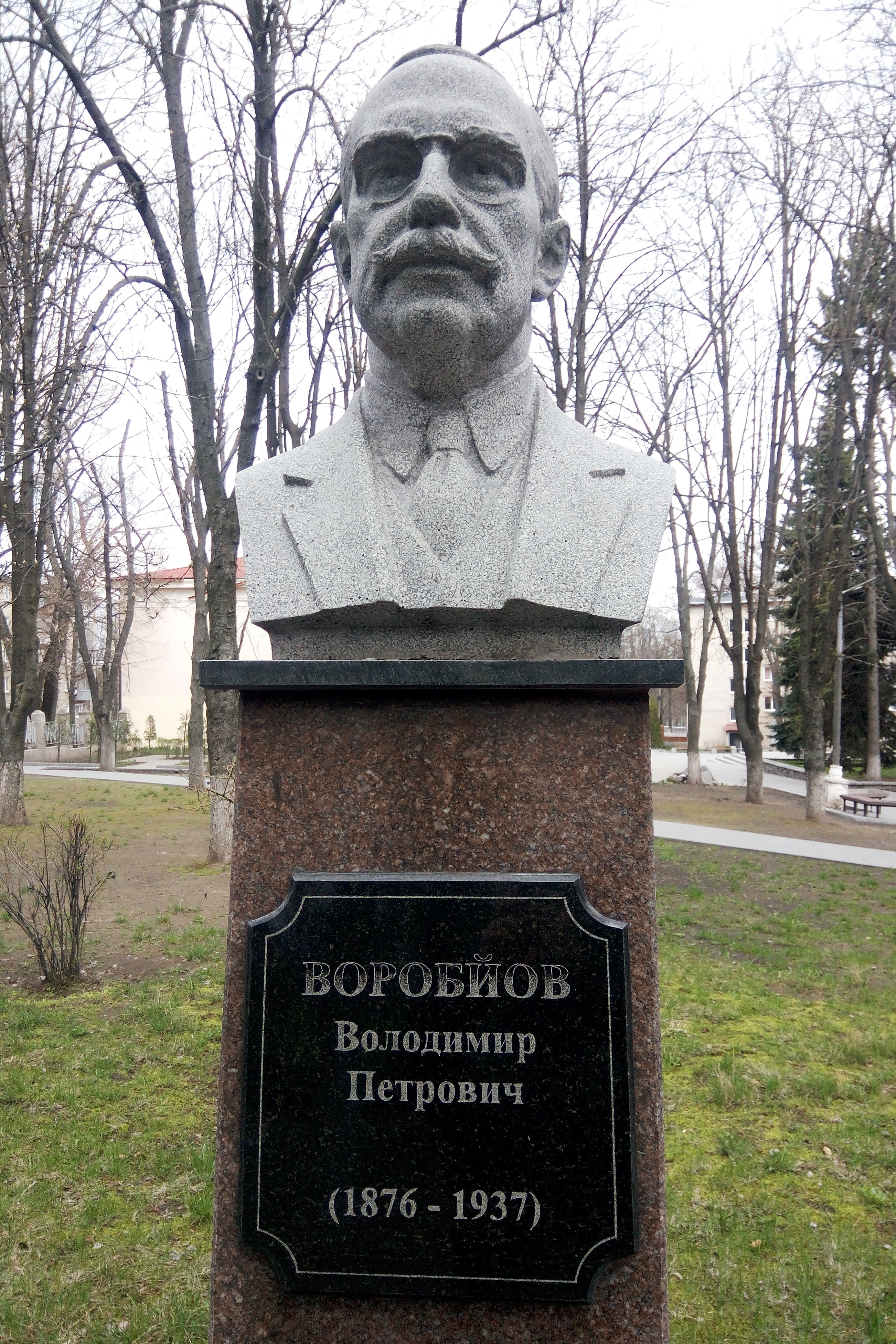
Бюст на Аллее известных медицинских учёных Днепровского государственного медицинского университета

- Премия имени академика В. П. Воробьёва АМН СССР.
- Именем Воробьёва в Харькове названа улица и переулок[2][11].
- Имя академика Воробьёва до 26 июля 2024 года[12] носила улица в Одессе, на которой расположены многочисленные медицинские учреждения[13].
- Мемориальная доска с его именем украшает фасад Анатомического музея Харьковского национального медицинского университета, в котором находится восковая фигура профессора, а также организован небольшой музей с его личными вещами и наградами[2].
- Атлас анатомии человека профессора Рафаила Давидовича Синельникова — пятитомное издание, вышедшее в Государственном издательстве медицинской литературы «Медгиз» СССР (Москва — Ленинград) в 1938—1942 годах по постановлению Совета Народных Комиссаров Союза ССР от 1 декабря 1937 года в увековечение памяти академика Владимира Петровича Воробьёва.